# Dianthus stapfii
Dianthus stapfii är en nejlikväxtart som beskrevs av Lemperg. Dianthus stapfii ingår i släktet nejlikor, och familjen nejlikväxter. Inga underarter finns listade i Catalogue of Life.